# Обермозер, Ричард
Ри́чард О́бермо́зер (нем. Richard Obermoser) — австрийский кёрлингист.
В составе мужской сборной Австрии участник чемпионата мира 2002 (заняли десятое место) и шести чемпионатов Европы (наивысшее занятое место — девятое).
Играл в основном на позиции первого и второго.
Является одним из наиболее титулованных на национальном уровне кёрлингистов-мужчин Австрии — за спортивную карьеру 6 раз становился чемпионом Австрии по кёрлингу среди мужчин.

## Достижения
- Чемпионат Австрии по кёрлингу среди мужчин: золото (1994, 1995, 1996, 1997, 2003, 2007), серебро (1998), бронза (1991, 2002, 2016).

## Команды
| Сезон   | Четвёртый     | Третий          | Второй              | Первый           | Запасной            | Турниры            |
| ------- | ------------- | --------------- | ------------------- | ---------------- | ------------------- | ------------------ |
| 1991—92 | Jakob Küchl   | Роланд Куделка  | Ричард Обермозер    | Adolf Bachler    |                     | ЧЕ 1991 (10 место) |
| 1993—94 | Алоис Крайдль | Роланд Куделка  | Штефан Залингер     | Ричард Обермозер | Дитер Кюхенмайстер  | ЧЕ 1993 (13 место) |
| 1994—95 | Алоис Крайдль | Thomas Wieser   | Штефан Залингер     | Ричард Обермозер | Дитер Кюхенмайстерr | ЧЕ 1994 (12 место) |
| 1995—96 | Алоис Крайдль | Штефан Залингер | Ричард Обермозер    | Franz Huber      | Дитер Кюхенмайстер  | ЧЕ 1995 (10 место) |
| 1996—97 | Алоис Крайдль | Штефан Залингер | Ричард Обермозер    | Franz Huber      | Дитер Кюхенмайстер  | ЧЕ 1996 (9 место)  |
| 1997—98 | Алоис Крайдль | Штефан Залингер | Franz Huber         | Ричард Обермозер | Дитер Кюхенмайстер  | ЧЕ 1997 (14 место) |
| 2001—02 | Алоис Крайдль | Штефан Залингер | Андреас Унтербергер | Вернер Ванкер    | Ричард Обермозер    | ЧМ 2002 (10 место) |

(скипы выделены полужирным шрифтом)